# Campionat del Món d'atletisme de 2009 - 10.000 metres femenins
Els 10.000 metres femenins al Campionat del Món d'atletisme de 2009 van tenir lloc a l'estadi Olímpic de Berlín el dia 15 d'agost. L'equip d'Etiòpia era especialment poderós, amb la dues vegades campiona del món Tirunesh Dibaba, la campiona del món dels 5.000 metres Meseret Defar i la posseïdora del rècord d'Àfrica Meselech Melkamu. La medallista d'argent el 2007 Elvan Abeylegesse, la medallista de bronze olímpica Shalane Flanagan i la campiona del món de cross Florence Kiplagat estaven també entre les favorites.
Va ser una cursa plena de sorpreses, la primera de les quals va ser la retirada de l'actual campiona Dibaba per una lesió a la cama. A falta de set voltes, la medallista del 2007 Abeylegesse va abandonar i un quintet de corredores (Linet Masai, Melkamu, Defar, Wude Ayalew i Grace Momanyi) es van posar al capdavant. Mentre s'aproximaven a la línia de meta, les favorites Defar i Melkamu van esprintar. No obstant això, cap de les dues va poder mantenir la velocitat Melkamu va celebrar la victòria prematurament, i Masai la va avançar per guanyar la medalla d'or. Defar, completament exhausta, va acabar cinquena i Ayalew i Momanyi van acabar tercera i quarta, respectivament.
Després d'una dècada de domini etíop, Masai, de dinou anys, va guanyar la primera medalla d'or kenyana a la prova des del Campionat de 1997, i la primera medalla del país a la prova des de 1999.

## Medallistes
| Or                  | Argent                     | Bronze                |
| Linet Masai · Kenya | Meselech Melkamu · Etiòpia | Wude Ayalew · Etiòpia |

## Rècords
| Rècord del Món         | Wang Junxia (CHN)       | 29:31.78 | Pequín, Xina            | 8 de setembre de 1993 |
| Rècord del Campionat   | Berhane Adere (ETH)     | 30:04.18 | París, França           | 23 d'agost de 2003    |
| Marca mundial de l'any | Meselech Melkamu (ETH)  | 29:53.80 | Utrecht, Països Baixos  | 14 de juny de 2009    |
| Rècord d'Àfrica        | Meselech Melkamu (ETH)  | 29:53.80 | Utrecht, Països Baixos  | 14 de juny de 2009    |
| Rècord d'Àsia          | Wang Junxia (CHN)       | 29:31.78 | Pequín, Xina            | 8 de setembre de 1993 |
| Rècord de Nord-amèrica | Shalane Flanagan (USA)  | 30:22.22 | Pekín, Xina             | 15 d'agost de 2008    |
| Rècord de Sud-amèrica  | Carmen Oliveira (BRA)   | 31:47.76 | Stuttgart, Alemanya     | 21 d'agost de 1993    |
| Rècord d'Europa        | Elvan Abeylegesse (TUR) | 29:56.34 | Pekín, Xina             | 15 d'agost de 2008    |
| Rècord d'Oceania       | Kimberley Smith (AUS)   | 30:35.54 | Palo Alto, Estats Units | 4 de maig de 2008     |

## Marques per classificar-se
| Mínima A | Mínima B |
| -------- | -------- |
| 31:45.00 | 32:20.00 |

## Agenda
| Data               | Hora  | Ronda |
| ------------------ | ----- | ----- |
| 15 d'agost de 2009 | 19:25 | Final |

## Resultats
| Pos.              | Atleta                  | Nacionalitat    | Temps    | Notes |
| ----------------- | ----------------------- | --------------- | -------- | ----- |
| Medalla d'or      | Linet Masai             | Kenya           | 30:51.24 | SB    |
| Medalla de plata  | Meselech Melkamu        | Etiòpia         | 30:51.34 |       |
| Medalla de bronze | Wude Ayalew             | Etiòpia         | 30:51.95 |       |
| 4                 | Grace Momanyi           | Kenya           | 30:52.25 | PB    |
| 5                 | Meseret Defar           | Etiòpia         | 30:52.37 |       |
| 6                 | Amy Yoder Begley        | Estats Units    | 31:13.78 | PB    |
| 7                 | Yurika Nakamura         | Japó            | 31:14.39 | PB    |
| 8                 | Kimberley Smith         | Nova Zelanda    | 31:21.42 | SB    |
| 9                 | Kayoko Fukushi          | Japó            | 31:23.49 | SB    |
| 10                | Inês Monteiro           | Portugal        | 31:25.67 | PB    |
| 11                | Mariya Konovalova       | Rússia          | 31:26.94 |       |
| 12                | Florence Jebet Kiplagat | Kenya           | 31:30.85 |       |
| 13                | Ana Dulce Félix         | Portugal        | 31:30.90 | PB    |
| 14                | Shalane Flanagan        | Estats Units    | 31:32.19 |       |
| 15                | Kseniya Agafonova       | Rússia          | 31:43.14 |       |
| 16                | Ana Dias                | Portugal        | 31:49.91 |       |
| 17                | Katie McGregor          | Estats Units    | 32:18.49 |       |
| 18                | Zhang Yingying          | R.P. de la Xina | 32:33.63 | SB    |
| 19                | Liliya Shobukhova       | Rússia          | 32:42.36 |       |
| 20                | Yukari Sahaku           | Japó            | 33:41.17 |       |
|                   | Elvan Abeylegesse       | Turquia         | DNF      |       |
|                   | Olivera Jevtic          | Sèrbia          | DNS      |       |

Clau: DNF = No va acabar, DNS = No va començar, PB = Millor marca personal, SB = Millor marca personal de la temporada

### Marques intermèdies
| Intermedi | Atleta                 | País    | Temps    |
| --------- | ---------------------- | ------- | -------- |
| 1000m     | Yurika Nakamura        | Japó    | 3:08.85  |
| 2000m     | Mariya Konovalova      | Rússia  | 6:17.01  |
| 3000m     | Liliya Shobukhova      | Rússia  | 9:24.89  |
| 4000m     | Mariya Konovalova      | Rússia  | 12:35.29 |
| 5000m     | Mariya Konovalova      | Rússia  | 15:45.19 |
| 6000m     | Mariya Konovalova      | Rússia  | 18:55.45 |
| 7000m     | Linet Chepkwemoi Masai | Kenya   | 22:04.20 |
| 8000m     | Linet Chepkwemoi Masai | Kenya   | 25:00.18 |
| 9000m     | Meseret Defar          | Etiòpia | 27:58.29 |